# Tahancza
Tahancza (ukr. Таганча, pol. Tahańcza) – wieś na Ukrainie, w obwodzie czerkaskim, w rejonie czerkaskim.